# Lāčplēsis

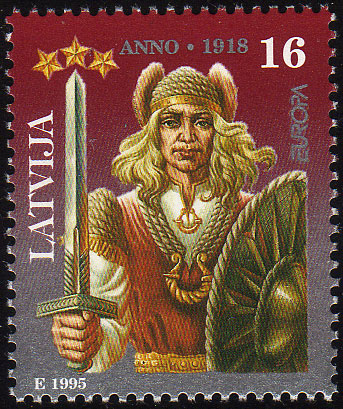
Lāčplēsis. Die verwundbaren Bärenohren deuten auf den Beinamen Lāčausis hin.

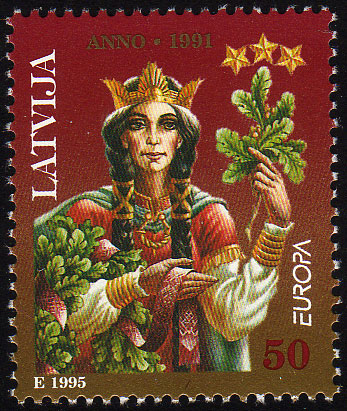
Spīdala, die sich vom Negativen zum Positiven wandelt.

Lāčplēsis (deutsch Bärenreißer, aus lettisch lācis ‚Bär‘, Gen. Pl. lāču, und plēst ‚reißen‘, Part. Perf. plēsis; gelegentlich auch ungenau „Bärentöter“) ist ein episches Gedicht des lettischen Dichters Andrejs Pumpurs und gilt als lettisches Nationalepos. Er verfasste den Text zwischen 1872 und 1887 auf der Grundlage lettischer Mythen und Sagen sowie Motiven aus der Livländischen Chronik des Heinrich von Lettland. 1888 wurde das Werk unter dem Titel Lāčplēsis. Latvju tautas varonis. Tautas epuss. Pec tautas teikām sacerējis Pumpurs (Bärenreißer. Held des lettischen Volkes. Volksepos. Nach Volkssagen verfasst von Pumpurs) veröffentlicht.

## Inhalt des Gedichts
Das Gedicht erzählt das Leben des legendären Helden Lāčplēsis. Er wurde von den Göttern auserwählt, der Held seines Volkes zu sein. Als junger Mann rettet er seinen Ziehvater, den Herrn von Lielvārde, vor einem Bären, indem er diesen mit bloßen Händen zerreißt. Auf der Burg von Fürst Aizkrauklis spioniert er die Hexe Spīdala, die mit dem Teufel im Bunde steht, und Kangars aus, der die lettischen Naturgötter durch den christlichen Glauben ersetzen will. Spīdala versucht, Lāčplēsis zu ertränken, indem sie ihn in den Staburags-Strudel der Daugava stößt. Lāčplēsis wird jedoch von der Zauberin Staburadze gerettet, die ihn in ihre Unterwasser-Kristallburg bringt. Dort trifft Lāčplēsis das Mädchen Laimdota („von Laima Gegebene“) und verliebt sich sofort in sie. Kurze Zeit später freundet er sich auch mit dem Helden Koknesis („Baumträger“) an und studiert mit ihm an der Burg von Laimdotas Vater Burtnieks.
Kangars provoziert einen Krieg mit den Esten und Lāčplēsis kämpft gegen den Riesen Kalapuisis, um Laimdotas Hand zu gewinnen. Er bezwingt den Riesen und schließt mit ihm Frieden. Fortan kämpfen beide vereint gegen den gemeinsamen Feind: die deutschen Missionare, angeführt durch den Priester Dietrich (Dītrihs). Die nächste Heldentat vollbringt Lāčplēsis damit, eine Nacht im versunkenen Schloss zu verbringen. So bricht er den Fluch, der auf dem Schloss lastet, und dieses steigt wieder in die Lüfte. Laimdota und Lāčplēsis verloben sich. In den folgenden Episoden liest Laimdota in alten Büchern über die Schöpfung und die alten lettischen Lehren.
Laimdota und Koknesis werden nach Deutschland verschleppt und eingekerkert. Spīdala überzeugt Lāčplēsis davon, dass seine beiden Freunde einander lieben. Lāčplēsis kehrt zurück in seine Heimatburg Lielvārde und macht sich von dort aus mit dem Schiff auf den Weg nach Deutschland. Sein Schiff geht jedoch in der Nordsee verloren, wo er die Tochter des Nordwinds kennenlernt. Währenddessen treffen sich Dietrich und der livische Fürst Kaupa von Turaida mit dem Papst in Rom, um die Christianisierung Lettlands zu planen. Lāčplēsis beginnt seine gefährliche Heimreise über das Nordmeer. Er kämpft gegen Ungeheuer mit drei, sechs und neun Köpfen um die verzauberte Insel. Schließlich begegnet er Spīdala auf der Insel und heilt sie von ihrer Besessenheit. Danach trifft er Laimdota und Koknesis wieder, die aus Deutschland entkommen konnten, aber auf der verzauberten Insel in eine Falle geraten sind. Koknesis verliebt sich in Spīdala. Schließlich kehren die vier Freunde zurück nach Lettland.
Zu Hause angekommen, feiern sie eine große Doppelhochzeit am Jāņi-Tag. Bald darauf brechen Lāčplēsis und Koknesis wieder auf, die deutschen Kreuzritter zu bekämpfen. Nach mehreren Schlachten können sie die Deutschen zurückdrängen, doch deren Anführer, Bischof Albert, holt Verstärkung aus Deutschland. Einer der Kreuzfahrer ist der Schwarze Ritter. Auf Befehl Dietrichs verrät Kangars das Geheimnis von Lāčplēsis’ Stärke: dessen Mutter war eine Bärin, und seine übermenschlichen Kräfte rühren von seinen Bärenohren her. Daraufhin kommen die deutschen Ritter nach Lielvārde und bieten Lāčplēsis Frieden an. Lāčplēsis empfängt die Gäste und bewirtet sie in der Burg. Ein Turnier wird abgehalten, bei dem sich Lāčplēsis auf ein Duell mit dem Schwarzen Ritter einlässt, der ihm im Kampf beide Ohren abhaut und ihn so seiner Kräfte beraubt. Dennoch stürzen beide Kontrahenten in die Daugava und versinken. Wenn Lāčplēsis dereinst wieder aus den Fluten ersteht, dann wird das lettische Volk frei sein.

## Gliederung

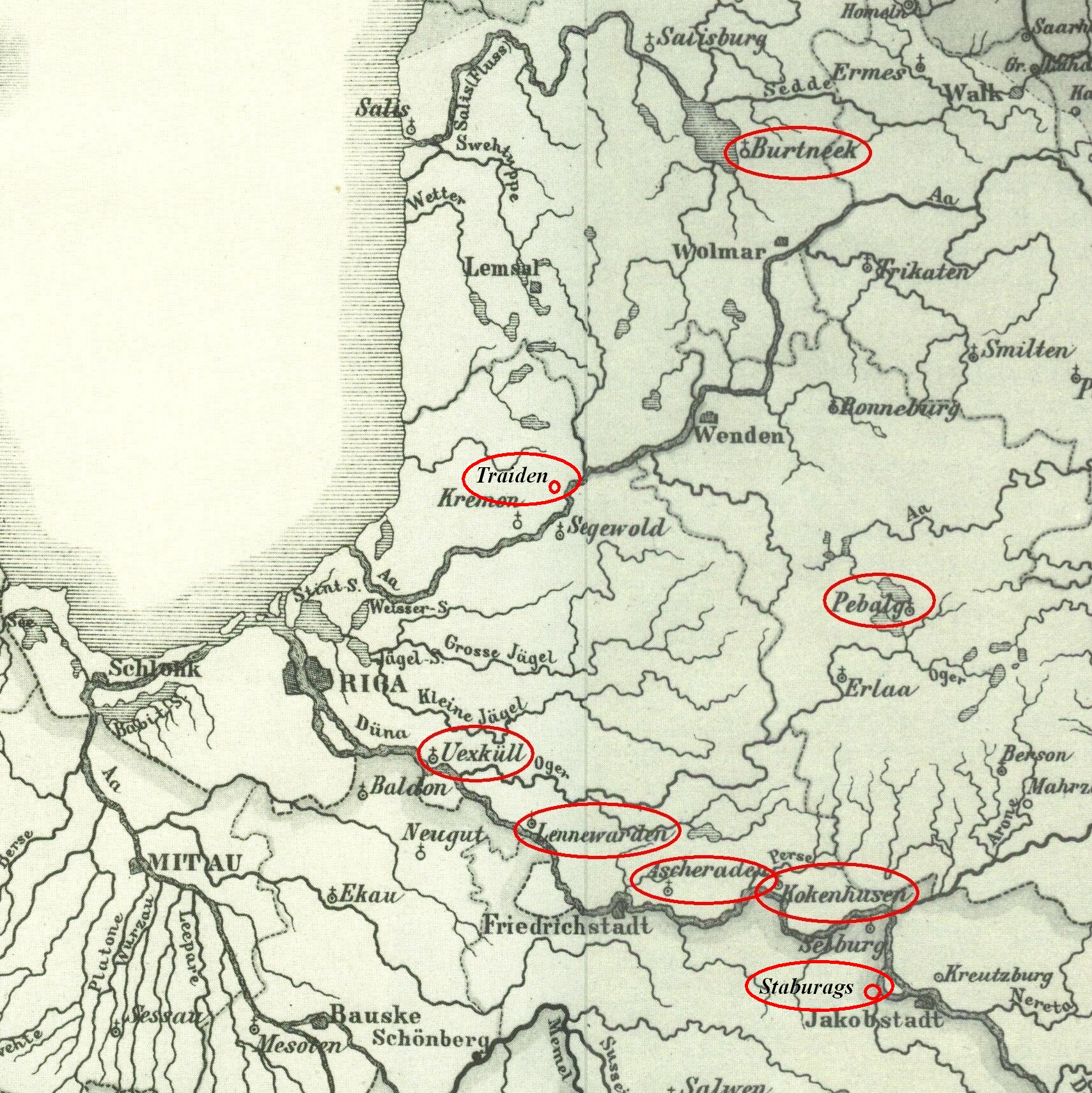
Die Handlungsplätze des Epos: Aizkraukle (dt. Ascheraden), Burtnieki (Burtneck), Ikšķīle (Üxküll), Koknese (Kokenhusen), Lielvārde (Lennewarden), Piebalga (Pebalg), Rīga (Riga), Staburags (Pfahlhorn-Felsen), Turaida (Traiden). (Ausschnitt aus der Karte Lettisches Sprachgebiet 1884 nach Bielenstein.jpg)

- Canto I: Der Rat der Götter – Lāčplēsis’ Schicksal wird enthüllt.
- Canto II: Lāčplēsis’ erste Heldentat – Lāčplēsis macht sich auf zur Burtnieki-Burg – Begegnung mit Spīdala – Im Teufelsschacht – In Staburadzes Palast – Rückkehr und Begegnung mit Koknesis.
- Canto III: Die Verschwörung Kangars’ und Spīdalas – Krieg mit den Esten – Das versunkene Schloss – Die Schöpfung – Die Letten werden von den Christen getäuscht.
- Canto IV: Kaupa in Rom – Koknesis und Laimdota in Deutschland – Lāčplēsis im Nordmeer – Lāčplēsis’ Rückkehr.
- Canto V: Auf der verzauberten Insel – Zusammentreffen mit Spīdala – Heimkehr – Lāčplēsis, Laimdota und Koknesis sind wieder vereint.
- Canto VI: Jāņi – Die Schlacht beginnt – Lāčplēsis’ Hochzeit – Tod des Lāčplēsis.

## Weitere Verarbeitungen
- Der lettische Schriftsteller Rainis verarbeitete Motive des Epos in seinem ursprünglich als Opernlibretto verfassten Drama Uguns un Nakts (Feuer und Nacht, 1905); im Mittelpunkt steht hier jedoch nicht Lāčplēsis selbst, sondern Spīdala (bei Rainis: Spīdola).
- Fallijs (d. i. Konrāds Bullāns, 1877–1914): Lāčplēsis (1908–12, Drama)
- Dzintars Sodums (1922–2008): Lāčplēsis trimdā (Lāčplēsis im Exil, 1960, Erzählung)
- Jānis Turbads (d. i. Valdis Zeps, 1932–1996): Ķēves dēls Kurbads (Stutensohn Kurbads, 1970, Satire)
- Baņuta Rubesa (* 1956): Varoņdarbi (Heldentaten, 1979, Singspiel nach Ķēves dēls Kurbads)
- 1988 entstand anlässlich des hundertsten Jahrestages des Erscheinens des Epos eine Adaption als Rockoper.[1] Das Libretto schrieb Māra Zālīte (* 1952), die Musik stammt von Zigmars Liepiņš (* 1952). Die Uraufführung fand am 23. August 1988 statt – nicht zufällig dem 49. Jahrestag der Unterzeichnung des Hitler-Stalin-Pakts.
- Valdis Rūmnieks (* 1951): Lāčplēsis. Atgriešanās (Lāčplēsis. Die Rückkehr, 2013, Abenteuergeschichte für Kinder im Grundschulalter)

## Verfilmung
Der Lāčplēsis-Stoff wurde 1930 von Aleksandrs Rusteiķis verfilmt. Die Handlung des Stummfilms spielt in einer mythischen Vorzeit sowie während der Revolution von 1905, dem Ersten Weltkrieg und dem lettischen Unabhängigkeitskrieg.

## Darstellungen

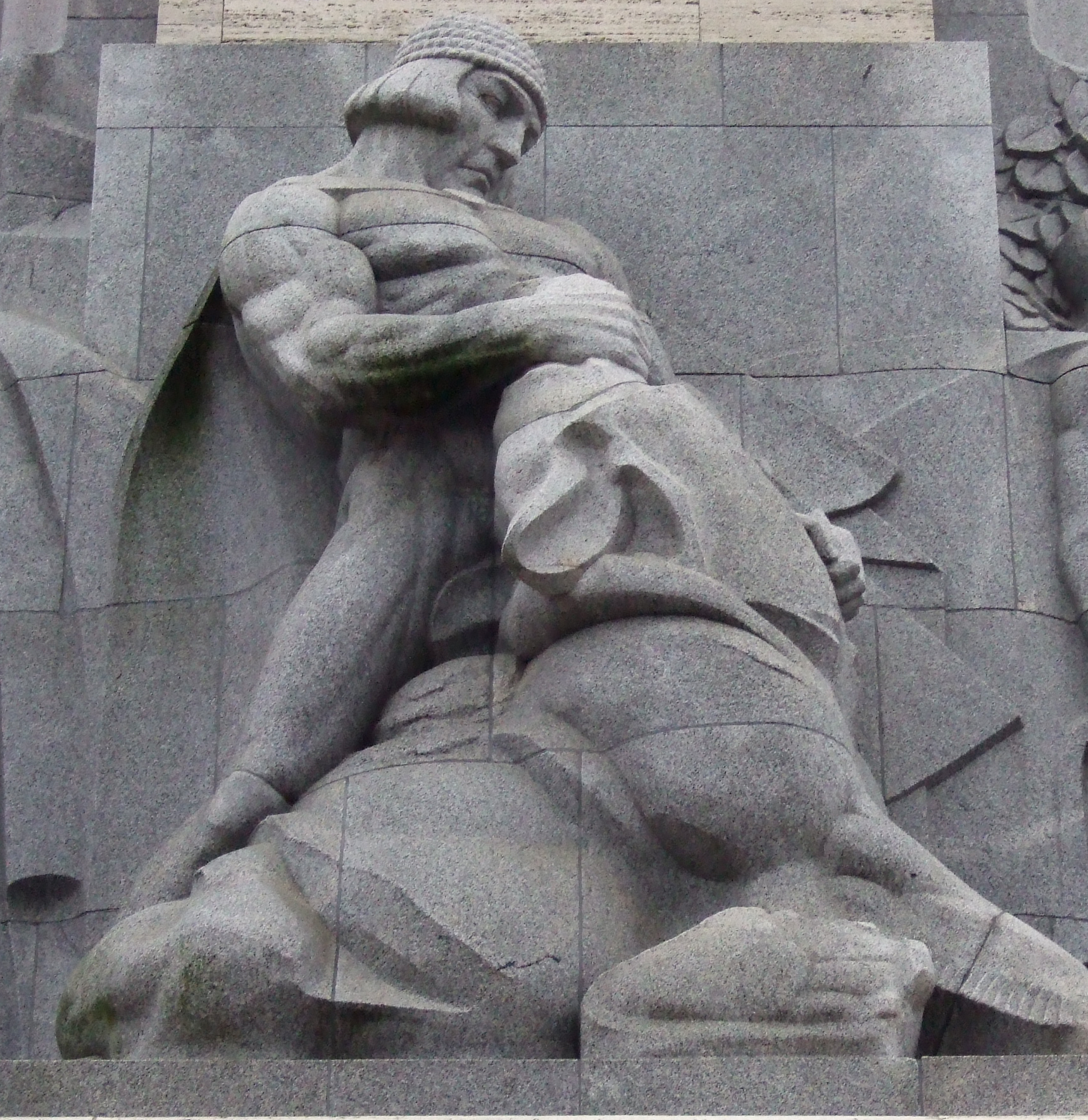
Freiheitsdenkmal von Kārlis Zāle in Riga (1935, Detail)

- Die nördliche Hauptfigurengruppe (dritte Stufe, grauer Granit) des Freiheitsdenkmals in Riga stellt den Kampf Lāčplēsis’ mit dem Bären dar.
- Gegenüber dem Bahnhof von Majori (Jūrmala) wurde 1953 eine Lāčplēsis-Skulptur aufgestellt.

## Erweiterte Bedeutungen der Protagonisten
Die Personen des Epos sind in Lettland sehr populär; ihre Namen treten an vielen Stellen im lettischen Alltag wieder auf. (Produktbezeichnungen bzw. die Verwendung zum Zweck von Werbung und Verkauf werden hier nicht aufgeführt).
- Kalapuisis (abgeleitet vom estnischen Kalapoiss, Fischjunge), entgegen einer verbreiteten Meinung ist er keine Figur aus dem estnischen Nationalepos Kalevipoeg.
- Kangars’ Verrat brachte den Neologismus  kangarisms („Kangarismus“) hervor.
- Kaupa (Kaupo) war eine historische Person, ein Livenfürst, der Ende des 12. Jahrhunderts zum Christentum übertrat; in Turaida wurde ihm ein Denkmal errichtet.
- Lāčplēsis:
  - Die Stadt Lielvārde mit dem Lāčplēša parks war Austragungsort der Lāčplēsis-Tage (Lāčplēša dienas) 1988.
  - Lāčplēša gulta (Bett des Lāčplēsis) ist ein Findlingspaar in Lielvārde.
  - Der zwischen 1920 und 1928 verliehene Lāčplēsis-Orden war der höchste Militärverdienstorden der unabhängigen Republik Lettland.
  - Lāčplēša iela ist ein Straßenname in Riga und vielen anderen lettischen Städten.
  - Lāčausis („Bärohren“) ist eine lettische Märchengestalt und wurde von Pumpurs als Beiname des Lāčplēsis verwendet.[4]
- Laimdota ist seit dem Schauspiel von Rainis ein beliebter Mädchenname.[5]
- Spīdala/Spīdola:
  - Das Schiff SS Arvonian, Baujahr 1905, heißt seit 1928 Spīdola.
  - Spīdola ist ein lettisches Unterseeboot, Baujahr 1926, später erobert von der Sowjetunion.
  - Das erste in Massenproduktion hergestellte Transistorradio in der Sowjetunion (ab 1961 von der Firma VEF in Riga) trug den Produktnamen Спидола (Spidola); das Wort wurde im Volksmund zum Synonym für „Transistorradio“.
  - Spīdolas balva ist eine Auszeichnung, die seit 1993 durch den lettischen Kulturfonds für besondere Leistungen in humanitären Wissenschaften und Kunst verliehen wird.
- Staburadze ist die Personifikation eines rund 18 m hohen, legendenumwobenen Felsens Staburags (wörtl. „Pfostenhorn“)[6], der am linken Ufer der Düna aufragte und 1966 im Zuge der Errichtung des Wasserkraftwerks Pļaviņas bei Aizkraukle geflutet wurde.

## Lāčplēsis-Tag
Am Lāčplēsis-Tag (lettisch: Lāčplēša diena), dem 11. November, gedenken die Letten des Sieges über die Bermondt-Armee bei der Schlacht von Riga im Jahr 1919.

## Lettischsprachige Ausgaben
- Erstausgabe: Lāčplēsis. Latvju tautas varonis. Tautas epus. B. Diriķa un beedru apgadibá, Riga 1888.
- Lāčplēsis. Latvju tautas varonis. Tautas eposs pēc tautas teikām sacerēts.
Volltext auf No latviešu literatūras klasikas.
- Letzte Ausgaben (alle erschienen in Riga):
  - LVI, 1972 (illustriert[8] von Gunārs Krollis);
  - Zinātne, 1988 (mit Einführung und Kommentaren von Jāzeps Rudzītis);
  - Ave Sol, 1995 (illustriert von Aleksandrs Stankevičs);
  - Annele, 2002 (illustriert von Gunārs Krollis, Vorwort von Vaira Vīķe-Freiberga);
  - Zvaigzne ABC, 2000 (Schulausgabe);
  - Zvaigzne, 2008;
  - Lauku Avīze, 2016 (illustriert von Agris Liepiņš).[9]

## Übersetzungen in andere Sprachen
- Dänisch: Bjørnedræberen. Det lettiske folks epos. Gendigtet og kommenteret af Per Nielsen. 2., revidierte und kommentierte Ausgabe. Forlaget Ravnerock, Otterup 2012[10][11]; erste Ausgabe unter dem Titel Bjørnedræberen. Et lettisk helteepos im Forlaget Brage, 1991.[12]
- Deutsch: Lāčplēsis (Der Bärentöter) Ein Held des lettischen Volkes. Volksepos. Interlinearübersetzung aus dem Lettischen von Gunārs Cīrulis. Schriftstellerverband der Lettischen SSR, Zentrum für Übersetzung lettischer Literatur, Riga 1988 (verbandsinterne Publikation).
- Englisch[13]:
  - Lāčplēsis / Bear Slayer: The Latvian People’s Hero. A National Epic. Word-for-word translation by Rita Laima Krieviņa. Writers union of the Latvian SSR, Riga 1988.
  - Bearslayer by Andrejs Pumpurs : A free translation from the unrhymed Latvian into English heroic verse by Arthur Cropley.[14] University of Hamburg 2005 (Volltext im Internet Archive und im Project Gutenberg, http://www.gutenberg.org/ebooks/17445 ); LU Akadēmiskais apgāds, Riga 2007 (Google Books). (Ohne Nennung des 1935 geborenen Übersetzers, dafür mit dem Copyright-Verweis „The content of this book is sourced from the public domain“ bei Tredition, Hamburg 2011, ISBN 978-3-8424-8426-9).
- Finnisch: Karhunkaataja. Latvian kansallissankari. Nachdichtung aus dem Lettischen von Edgar Vaalgamaa. Suomalaisen Kirjallisuuden Seura, Helsinki 1988, ISBN 951-717-535-3.
- Russisch:
  - Лачплесис. Fassung anhand einer Interlinearversion[15] von Wladimir Dershawin. Moskau, Riga, Leningrad 1945; Neuausgabe mit Nachwort und Kommentaren von Jurij Wipper 1950.
  - Лачплесис. Nachdichtung aus dem Lettischen von Ludmila Kopilova, illustriert von Dainis Rožkalns. Лиесмa (= Liesma), Riga 1983.
- Spanisch: Lāčplēsis = El descoyuntaosos. Poema épico letón. Traducción de Miguel Ángel Pérez Sánchez. Latvijas Universitāte, Riga; AECID, Madrid 2017.